# كاتسوتوشي ناجاساوا
كاتسوتوشي ناجاساوا (باليابانية: 長澤勝俊؛ بالكانا: ながさわ かつとし) هو ملحن ياباني، ولد في 2 أغسطس 1923 في طوكيو في اليابان، وتوفي في 10 يناير 2008.

## وصلات خارجية
- كاتسوتوشي ناجاساوا على موقع IMDb (الإنجليزية)
- كاتسوتوشي ناجاساوا على موقع ميوزك برينز (الإنجليزية)
- كاتسوتوشي ناجاساوا على موقع ديسكوغز (الإنجليزية)
- كاتسوتوشي ناجاساوا على موقع قاعدة بيانات الفيلم (الإنجليزية)